# 鈴木勝裕
鈴木 勝裕（すずき かつひろ、1963年3月1日-）は、日本の理容師、美容師、実業家。総合ビューティーモール「ビューティシモ（Beautissimo）」を運営する美的感覚集団美髪堂株式会社代表取締役社長。

## 人物
1963年3月1日、埼玉県入間市生まれ。中央理美容専門学校、山野美容専門学校を卒業。1987年24歳で独立。『STREET』ブランドで原宿のカリスマ美容師ブームを牽引。雑誌、TV出演に多数出演し話題となり、「美容業界の風雲児」の異名を持つ。ペットショップ、写真館、インターネット通販、移動福祉美容などの複合サロンの新業態を提案、実践。2007年、経営革新計画の承認を得た事業モデルが評価され、第2回渋沢栄一ベンチャードリーム賞で奨励賞を受賞。同年3月、埼玉県ベンチャー企業優良製品コンテスト入選。埼玉県美容組合狭山支部長、埼玉県美容業生活衛生同業組合理事などを歴任。2008年以降は、震災とリーマンショックの影響で日本経済が低迷する中、古い価値観を捨て、新しい経営に舵を切る。改めてマーケティングリサーチと分析を重ねた結果、拠点を東京都心から埼玉へと移す。 若者中心だった客層を、高齢化に対応できるファミリーから大人の層にまで広げ、ペットも扱う総合美容会社に発展させる。
鈴木は美容室の対象顧客人口が、2010年以降の10年間で約20％減少すると厳しい見方を示し、美容業界の発展に必要なのは「人」であり、給与アップが実現できなければ、業界の発展は難しく、美容師の多能工化と、美容師の生産性を極限まで高めた複合サロンが必要になるとの持論を持つ。徹底したマーケティングとリサーチ、カルテを徹底研究しリピート率を分析。複合サロン「Beautissimo」では、一人の美容師に、併設するトリミングサロンでの"トリマー"、顧客のスタイリングを写真に残すための写真館での"カメラマン"、高齢化社会に対応するための移動福祉車両での"出張美容師"と多面的な顔を持たせ、一人あたりの生産性を大幅に高めた結果、従業員の月給を100万円にした実績を持つ。
鈴木自身の経営する美的感覚集団美髪堂では、従業員に多店舗でのグループ展開をするメリットを生かし、希望の勤務地を選ばせたり、完全週休2日制の確保、客層の広さから従業員も20-50代まで年齢不問での採用、トータルビューティサロン、フォトスタジオも完備するなどの経営方針を取る。

## 略歴
- 1963年 - 3月1日、埼玉県入間市生まれ。
- 中央理美容専門学校、山野美容専門学校を卒業。
- 萩原宗美容室(現SO HAGIWARA）に学び、1年でスタイリストデビュー。
- 1987年 - 4月、24歳で独立。「ストリート・ハイパー」オープン（創業）。
- 1990年 - 5月、「ストリート・ハイパー」拡充。「ストリート・ポート」オープン。
- 1991年
  - 9月、「ストリート・シンク」オープン。
  - 11月、「ストリート・セイバー」オープン。
- 1992年 - 6月、有限会社クリップ設立。
- 1993年 - 5月「STREET LINK」オープン。
- 1994年
  - 5月、「STREET VIEWER」オープン。
  - 7月、「ストリート・ビット」、「ストリート・アクセス」オープン。
- 1995年 - 5月、「ストリート・コア」（東京原宿）オープン。
- 1996年 - 10月、「ストリート・ナビ」オープン。
- 1997年 - 1月、「ストリート・ワード」オープン。
- 1998年
  - 6月、「ストリート・マックス」（ネイル）オープン。
  - 7月、株式会社登記（株式会社クリップ）。
  - 8月、「ストリート・スラッシュ」（原宿）オープン。
  - 9月、「ストリート・メール オープン」。
  - 10月、「ストリート・セル」（原宿）、「ストリート・ジャンプ」（原宿） オープン。
  - 11月、「ストリート・エーシー」オープン。
- 2000年
  - 3月、「ストリート・コム」オープン。
  - 11月、入間エリアのストリート・シンク、ストリート・ナビ、 ストリート・ワード、ストリート・エーシーを「STREET SYNCH」に統合。
  - 12月、狭山エリアのストリート・ハイパー、ストリート・ビット、 ストリート・メール、ストリート・アクセスを 「STREET ACCESS」に統合。
- 2001年 - 4月、ストリート・コムを新ブランド「Com Hair by STREET」としてリニューアルオープン。「STREET」5店舗、「Com Hair」1店舗の6店舗体制とする。
- 2002年
  - 4月、ストリート全店にインターネット常時接続型顧客システムコンピューターを導入、ストリート全店オンライン化達成。
  - 5月、本社にサロンセンター設置、リアルタイムで全店の運営状況を管理。
  - 11月、「訪問美容」開始。
- 2003年
  - 4月、新ブランド「CutsCuts 1000」（武蔵藤沢駅前）
  - 5月、武蔵藤沢駅前の区画整理により「STREET VIEWER」移転オープン。
  - 9月、入間市に研修センター「STREET ACADEMY」オープン。研修センター1Fに「髪結館」、撮影スタジオ「Studio STREET」オープン。同時に、社員向け撮影カメラ技術の講習も開始。七五三、成人式、年間の各種アニバーサリーへ向けヘアー・メイク・着付け・撮影技術を強化。
  - 11月、原宿店1Fに「Com Hair 原宿店」オープン。Marroad Inn 飯能とブライダル契約し、ウェディング事業に進出。
- 2004年
  - 1月、ウェディング業務開始。
  - 2月、飯能駅前に「STREET BRIDES」オープン。
  - 11月、「STREET HARAJUKU」閉店し、移転。「Com Hair 原宿店」撤去。
- 2005年
  - 1月、狭山駅東口に「Com Hair 挾山店」オープン。STREET SYNCH 2階に中高卒向け教育サロン「RESPECT」オープン。
  - 2月、原宿駅前に新ブランド「belle's」オープン。原宿本社を閉鎖し入間事務所を本社に変更。人事部のみbelle's内に設置「RESPECT」閉店。
  - 3月、入間市に「bell's beauty estheric」オープン。
  - 4月、「Com Hair 狭山店」を「STREET PRIME」にブランド変更しオープン。「Com Hair日高店」（川越線高麗川駅前）オープン。社会保険導入。埼玉県認定美容職業訓練校として「美容職業訓練センター」が認可。
  - 5月、訪問美容プロジェクト発足。有料老人ホームへの営業活動開始。
- 2006年
  - 4月、ペット美容室「ペットライフ」オープン。
  - 5月、「STREET写真館」リニューアルオープン。
- 2006年
  - 11月、「Heartful＆Beauty狭山店」を「STREET ACCESS ANNEX」にブランド変更。
  - 12月、「Heartful＆Beauty川島店」オープン。
- 2007年
  - 3月、「belle's cheveux店」オープン。
  - 10月、「Beautissimo 入間店」オープン。
  - 12月、「Beautissimo 所沢店」オープン。
- 2008年
  - 3月「Beautissimo 川越店」オープン。
  - 4月「Beautissimo 東長崎店」オープン。
  - 6月「Beautissimo SQUARE店」オープン。
  - 12月「com hair 日高」「com hair 入間」を統合し、「Com ST」オープン。
- 2010年 - 12月「原宿美人.jp」オープン。
- 2011年
  - 5月「STREET ひばりが丘」オープン。
  - 7月「Beautissimo 防府店」オープン。
- 2012年
  - 6月「Beautissimo 平野店」オープン。

## 著書
- 『美容師DREAM STREET』(2000年、そしえて）[4]
- 『美容師DREAM STREET―業界の風雲児、鈴木勝裕がおくる』（2000年5月1日、そしえて）[7]
- 『奇跡の美容室』（2011年12月9日、ダイヤモンド社）[4][8]
- 『50年美容師を続けるための新ベーシック～体に負担がかからないカット・カラー・パーマ技術～』（髪書房、2021年10月20日）